# 訳語
訳語には2つの意味があり、これを「おさ」と読む場合は古代日本における通訳のこと。これは通事とも表記された。
「ヲサ」という音はおそらく古代朝鮮語。これを「やくご」と読む場合は、翻訳された語という意味で、翻訳前の言葉に対する翻訳後の言葉のこと。現代では後者の意味で使うことが多いが、当項目では前者について解説する。

## 通事のオサの歴史
古墳時代後期にヤマト王権と中国大陸・朝鮮半島との国家的な交流の増加とともに帰化人の中から通訳の事を行う一族（氏）が登場し、彼らはのちに日佐（おさ）という姓（かばね）を帯びた。
だが、世代を重ねるにつれて言語の変化もあって世襲の氏による訳語の価値が減じ、代わって留学経験者などが訳語の役目を務めるようになった。また、大学寮においても音道が設けられていたが、9世紀前半には世襲や大学寮による育成は形骸化し、そのため来日外国人から教授を受けたり、当人を訳語に抜擢する方法が採用された。
『延喜式』には遣唐使・遣新羅使・遣渤海使などに訳語・通事が置かれたことが知られる他、新羅訳語・奄美訳語などの官職が存在したことが知られている。新羅訳語・奄美訳語については、漂着時に備えて新羅や奄美の言葉を話せる者を同行させたとする見方と、新羅・奄美出身の訳語とする見方がある。
当時の東アジアでは漢字および漢文が広く用いられていたことから遣唐使なども文書を読むことや筆談に関しては支障がなかったとみられている。また、唐国内では遣唐使などの外国使節は役人以外の唐の人々と会話をすることは禁じられていた（『唐律疏議」巻8衛禁・越度縁辺関塞条疏議所引「唐主客式」）が、現実には船が漂着した時や必要文物の調達などのためには現地住民との会話が必要となるため、訳語の存在が必要であった。また、留学生においても同様であり、最澄は同行していた弟子の義真が訳語としての能力を有していたおかげで業を為し得たことが知られている（『扶桑略記』延暦21年9月2日条）。
なお、『唐六典』によれば、唐の鴻臚寺には定員20名の訳語が設けられていたと記されているが、その多くが新羅などの近隣もしくは使者の来訪が多い国の訳語であったとみられ、日本語の訳語はほとんどいなかったとみられている。